# Gal Vihara
El Gal Vihara (singalès: ගල් විහාරය, lit. 'monestir de roca') i conegut originalment com l'Uttarama (singalès: උත්තරාරාමය, lit. 'monestir del Nord'), és un temple de roca del Buda situat a l'antiga ciutat de Polonnaruwa, la capital de l'antic Regne de Polonnaruwa, a la província central del nord, Sri Lanka. Va ser modelat al segle XII pel rei Parakramabahu I. La característica central del temple són quatre estàtues en relleu de roca de Buda, que s'han tallat a la cara d'una gran roca de gneis de granit. Les imatges consisteixen en una figura asseguda gran, una altra figura asseguda més petita dins d'una caverna artificial, una figura dempeus i una figura reclinada. Es consideren alguns dels millors exemples de l'antiga escultura singalesa i les arts de la talla, i han fet de Gal Vihara el monument més visitat de Polonnaruwa.
Les imatges d'Uttarama segueixen un estil diferent de les imatges de l'anterior període Anuradhapura, i mostren algunes diferències significatives. La identitat de la imatge dreta està subjecta a una certa quantitat de disputes entre historiadors i arqueòlegs, alguns dels quals argumenten que representa el monjo Ananda en lloc del Buda. Cadascuna de les imatges ha estat esculpida de manera que utilitza la màxima àrea possible de la roca, i les seves alçades semblen haver estat decidides en funció de l'altura de la roca mateixa. Cada estàtua sembla haver tingut la seva pròpia casa d'imatges, com indiquen els restes de murs de maó al lloc. L'Uttararama era on Parakramabahu I reunia els monjos per purificar el sacerdoci budista, i més tard va redactar un codi de conducta per a ells. Aquest codi de conducta ha estat enregistrat en una inscripció a la mateixa superfície de roca que conté les imatges del Buda.

## Uttarama
El Gal Vihara o "monestir de roca" (anomenat així per la gran roca on es van tallar les quatre imatges del Buda) es va anomenar originalment Uttarama "el monestir del nord". Es troba a Polonnaruwa, i segons el Cūḷavaṃsa va ser un dels més destacats dels cent temples construïts a tot Lanka pel rei Parakramabahu I (1153–1186). El Cūḷavaṃsa esmenta que Parakramabahu I va fer que els seus obrers construïssin tres coves a la roca després d'acabar el temple: la Vijjadhara Guha ('cova dels esperits del coneixement'), la Nissina Patima Lena ('cova de la imatge asseguda') i la Nipanna Patima Guha ('cova de la imatge adormida'). Tot i que es descriuen com a "coves", només la Vijjadhara Guha és una cova, mentre que les altres eren cases d'imatges similars a les Thivanka i Lankathilaka, amb les seves parets connectades a la roca. Aquestes parets, que evidentment estaven decorades amb frescos, han estat destruïdes des d'aleshores i ara només en queden les bases.
Quan Parakramabahu va pujar al tron, el sacerdoci budista del país estava dividit en tres fraternitats: Abhayagiri vihāra, Jetavanaramaya i Mahavihara. Va celebrar una congregació de monjos per reconciliar les tres fraternitats, i va "purificar l'orde" expulsant els monjos corruptes. Amb l'ajuda dels ancians de cada fraternitat, més tard va elaborar un katikavata ('codi de conducta') per als monjos budistes i ho va registrar en una inscripció a Uttararama. La zona davant de les imatges, que ara s'assembla a una terrassa, es creu que és la ubicació de la sala d'actes on se celebrava aquesta congregació. La inscripció que registra el codi ha estat esculpida a la superfície de roca plana i polida situada entre la Vijjadhara Guha i la imatge dempeus.
L'Uttarama va ser abandonat durant la caiguda del Regne de Polonnaruwa. Havia funcionat com a establiment educatiu des dels seus inicis fins al seu abandonament, sent un centre d'educació budista al país.

## Imatges
La característica principal de Gal Vihara són les quatre imatges del Buda que s'han esculpit en una sola i gran cara de roca de granit, considerades com un dels millors exemples de les arts de talla i escultura rupestres dels antics singalesos. La roca està tallada gairebé 4,6 m de profunditat per acollir les estàtues, i és l'únic exemple del país on s'ha excavat una roca natural fins a aquest punt amb aquesta finalitat. Les imatges situen el temple al costat d'alguns dels monuments més significatius que sobreviuen dels antics regnes de Sri Lanka i el converteixen en el temple més celebrat i visitat de Polonnaruwa. Tres de les imatges són força grans; la més petita fa més de 4,6 m d'alçada, i la més gran fa més de 14 m de llargada. Tanmateix, la quarta imatge fa poc més d'1,2 m i està situada a l'interior d'una caverna artificial excavada a la roca. Una imatge asseguda es troba al costat esquerre de la roca, i a la dreta hi ha una caverna i una altra imatge asseguda. Més a la dreta hi ha una imatge dreta, i després una imatge reclinada. A diferència d'altres estàtues de la mateixa època (com la que es troba a la casa d'imatge Lankathilaka), totes estan ben conservades i, per tant, proporcionen una bona indicació sobre exemples menys ben conservats. La mida de cada imatge sembla que s'ha decidit en funció de l'alçada de la roca en aquell punt, de manera que es pogués aprofitar la màxima superfície possible. Segons l'arqueòleg Senarath Paranavithana, les imatges estaven recobertes d'or en els seus primers anys. L'estil de les imatges difereix una mica del de les estàtues del període anterior d'Anuradhapura. Els canvis més notables són el front més ample de les imatges de Gal Vihara. La túnica està tallada amb dues línies paral·leles, en lloc de la línia única vista en el període Anuradhapura, influenciat per l'⁣escola d'art Amaravati.

### Imatge assegueda

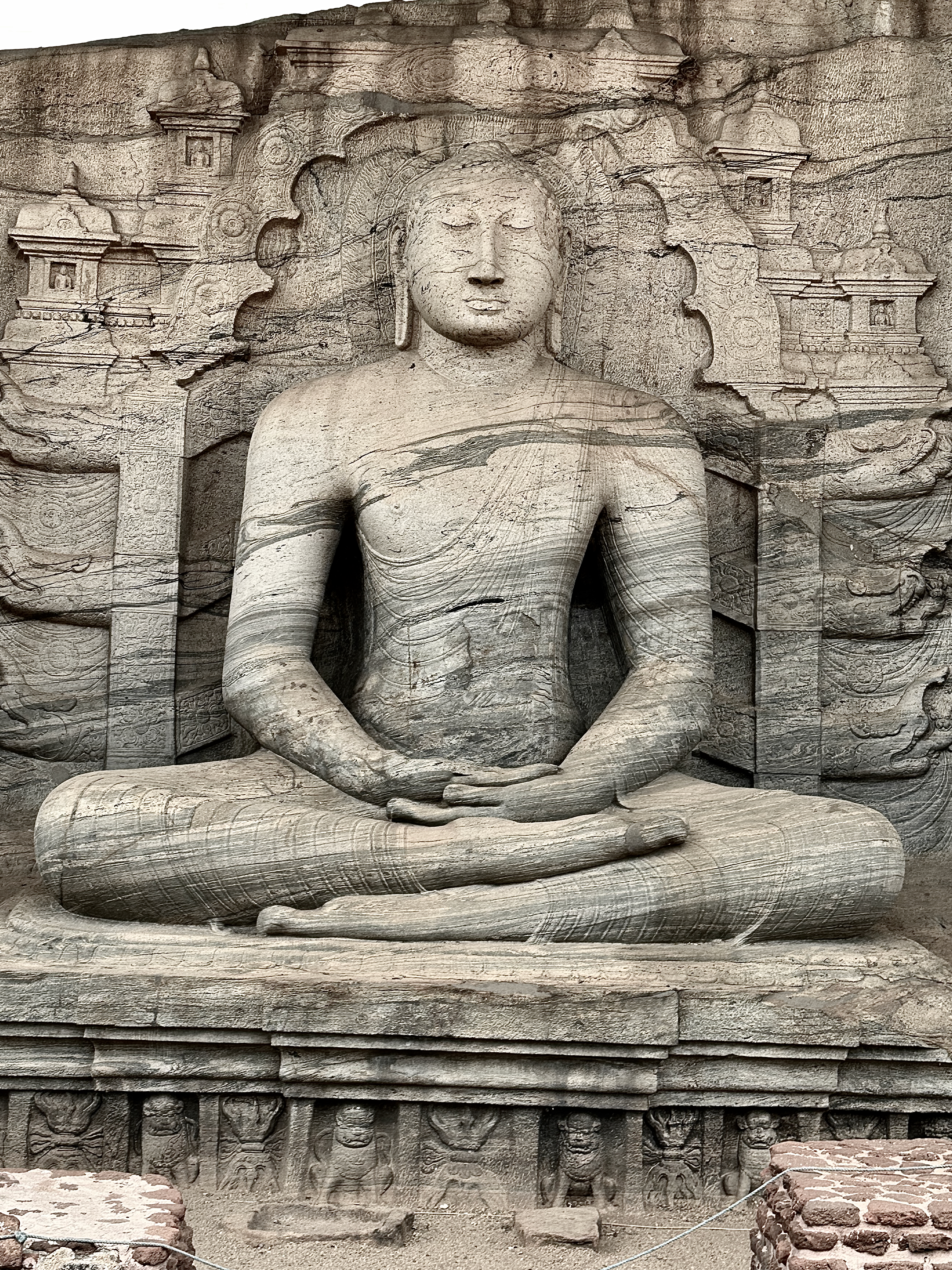
La imatge asseguda, que representa el dhyana mudra, mostra signes d'influència mahayana.

La imatge gran asseguda fa més ce 4,6 m d'alt, i representa el dhyana mudra. El seient estava tallat en forma de flor de lotus, la seva base estava decorada amb talles de flors i lleons. L'estàtua es troba en un tron tallat, decorat amb imatges de makara, amb quatre imatges petites del Buda (idèntiques a la imatge més gran) tallades dins de petites cambres. Aquesta és una característica inusual de l'antiga escultura singalesa, i presumiblement és el resultat de la influència mahayana.

### Vidyadhara Guha

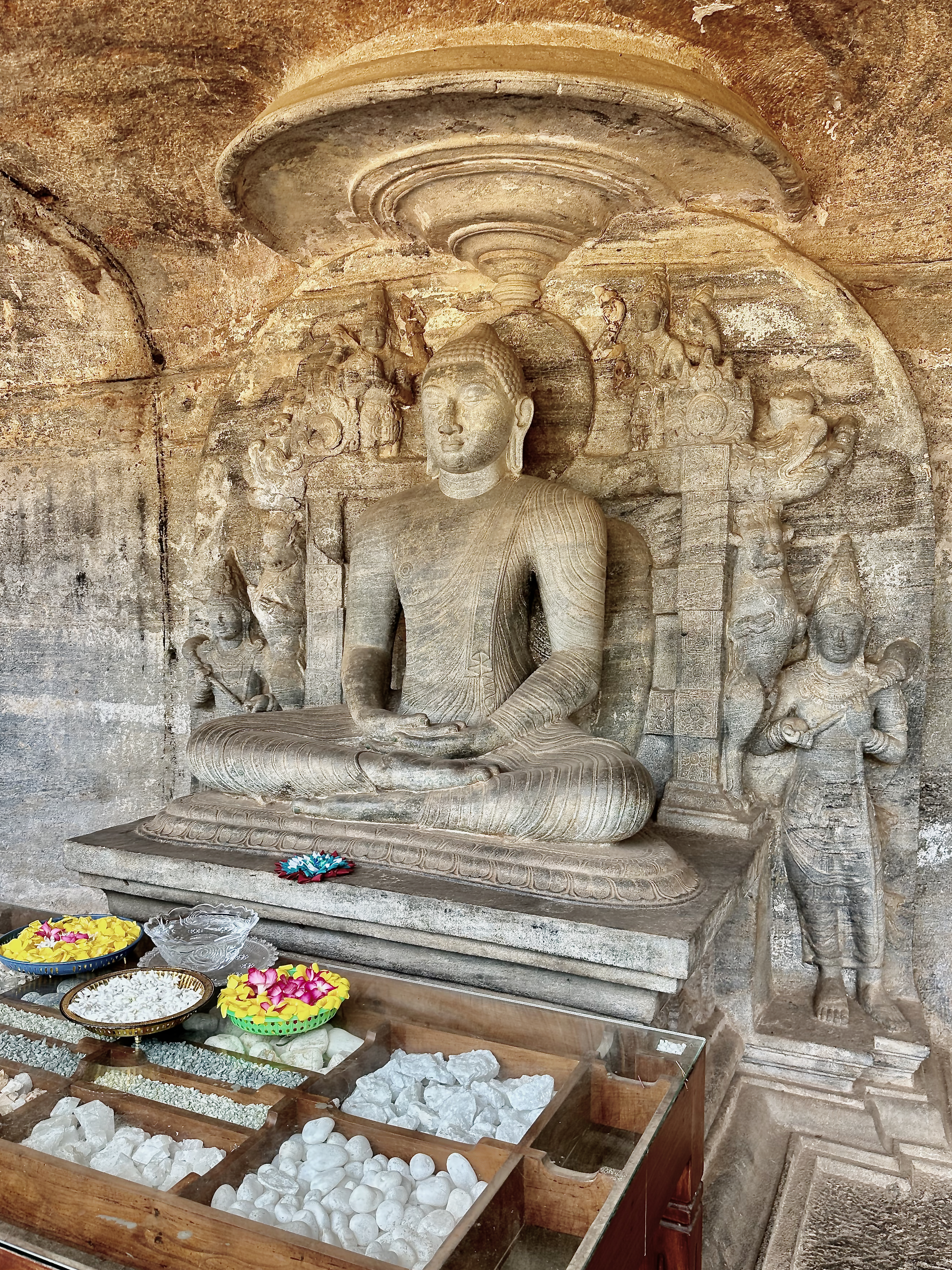
Vidyadhara Guha

Una petita estàtua només 1,4 m d'alçada, però d'aspecte semblant al seu veí més gran, es troba dins de la cova artificial anomenada Vidyadhara Guha. La cova es va crear tallant 1,4 m a la roca, deixant quatre columnes de pedra d'eix quadrat als costats dels 7,9 m d'ample i 3,89 m d'alçada i amplada. La base del seient en forma de lotus de la imatge de Buda aquí també està decorada amb dissenys de lleons. Al darrere hi ha tallats un tron i un para-sol, amb un disseny més elaborat que la imatge més gran. Un prabhamandala, o halo, està tallat darrere del cap de l'estàtua, que descansa entre dues divinitats de quatre braços. Segons l'arqueòleg HCP Bell, el déu de la dreta és Brahma, i el déu de l'esquerra és Vishnu. Les parets de la cova estaven antigament decorades amb frescos, dels quals resten restes als dos angles de la part posterior de la cova.

### Imatge dempeus

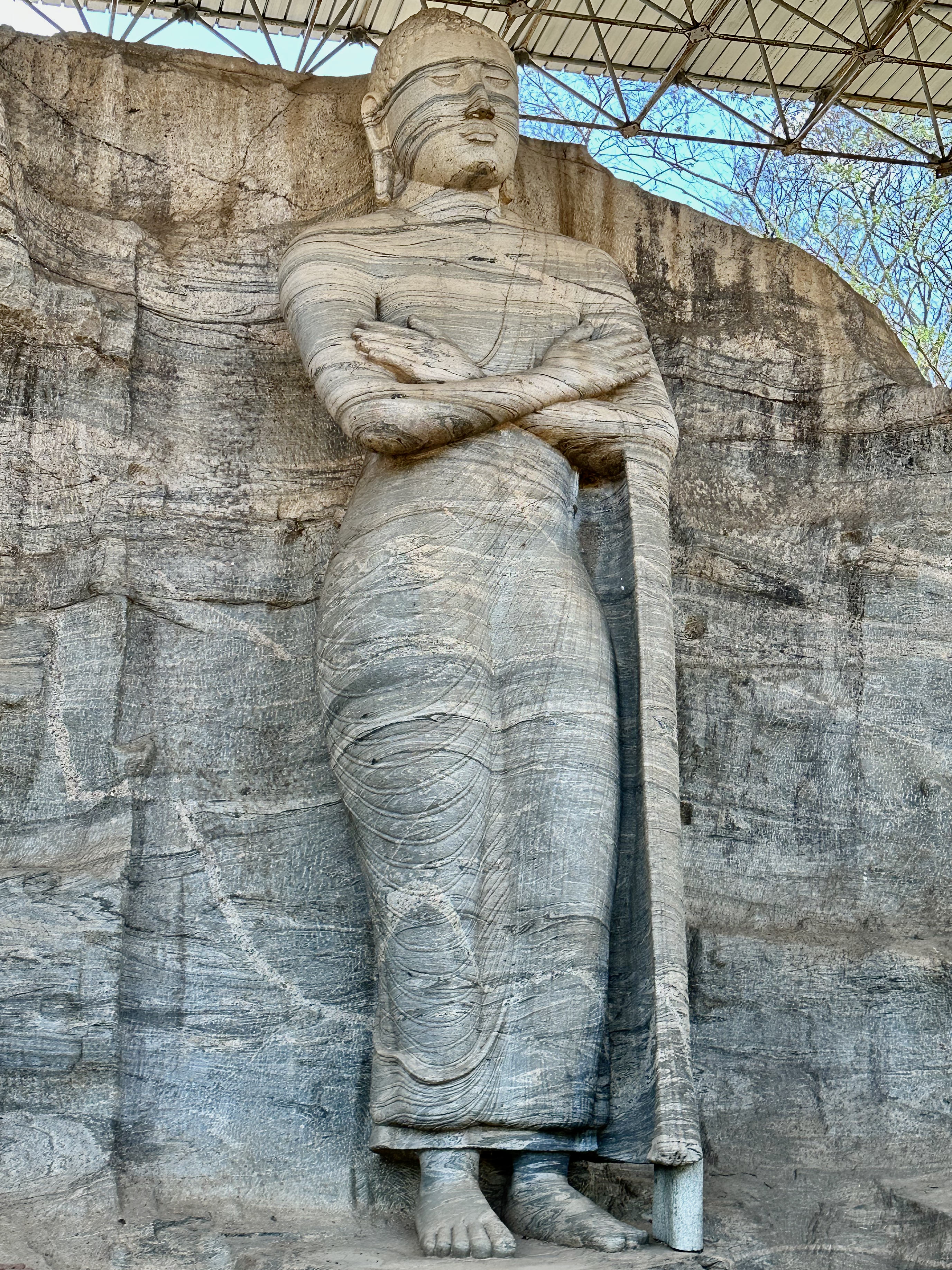
La imatge dreta representa un mudra inusual

La imatge dreta és el focus de molta discussió entre historiadors i arqueòlegs, ja que hi ha una creença general que no és una estàtua de Buda. La imatge fa 6,93 m d'alt, i s'aixeca sobre un pedestal baix amb forma de lotus. S'inclina enrere d'una manera relaxada, els braços creuats sobre el pit. El rostre de l'estàtua té una expressió trista i la imatge jacent —que representa el parinirvana del Buda— es troba al seu costat, cosa que ha fet que alguns creguin que és el monjo Ānanda, qui lamenta la mort del Buda al seu llit de mort. Les restes de les parets, però, indiquen que les dues imatges estaven alguna vegada en cambres separades, en lloc d'una al costat de l'altra. Paranavithana creu que l'estàtua és del Buda, que representa el para dukkha dukkhitha mudra o "dolor per la pena dels altres". Tanmateix, aquest és un gest poc utilitzat a l'escultura singalesa i només es veu en pocs llocs del país. Una altra possibilitat és que la imatge mostri el Buda durant la seva segona setmana després de la il·luminació, que va passar mirant l'⁣arbre de Bodhi en agraïment per haver-li proporcionat refugi. La imatge no s'esmenta al Chulavamsa, que només esmenta les altres tres. Tot i que això pot ser una indicació que no és una imatge de Buda, també és possible que s'hagi fet en un període anterior als altres.

### Imatge reclinada

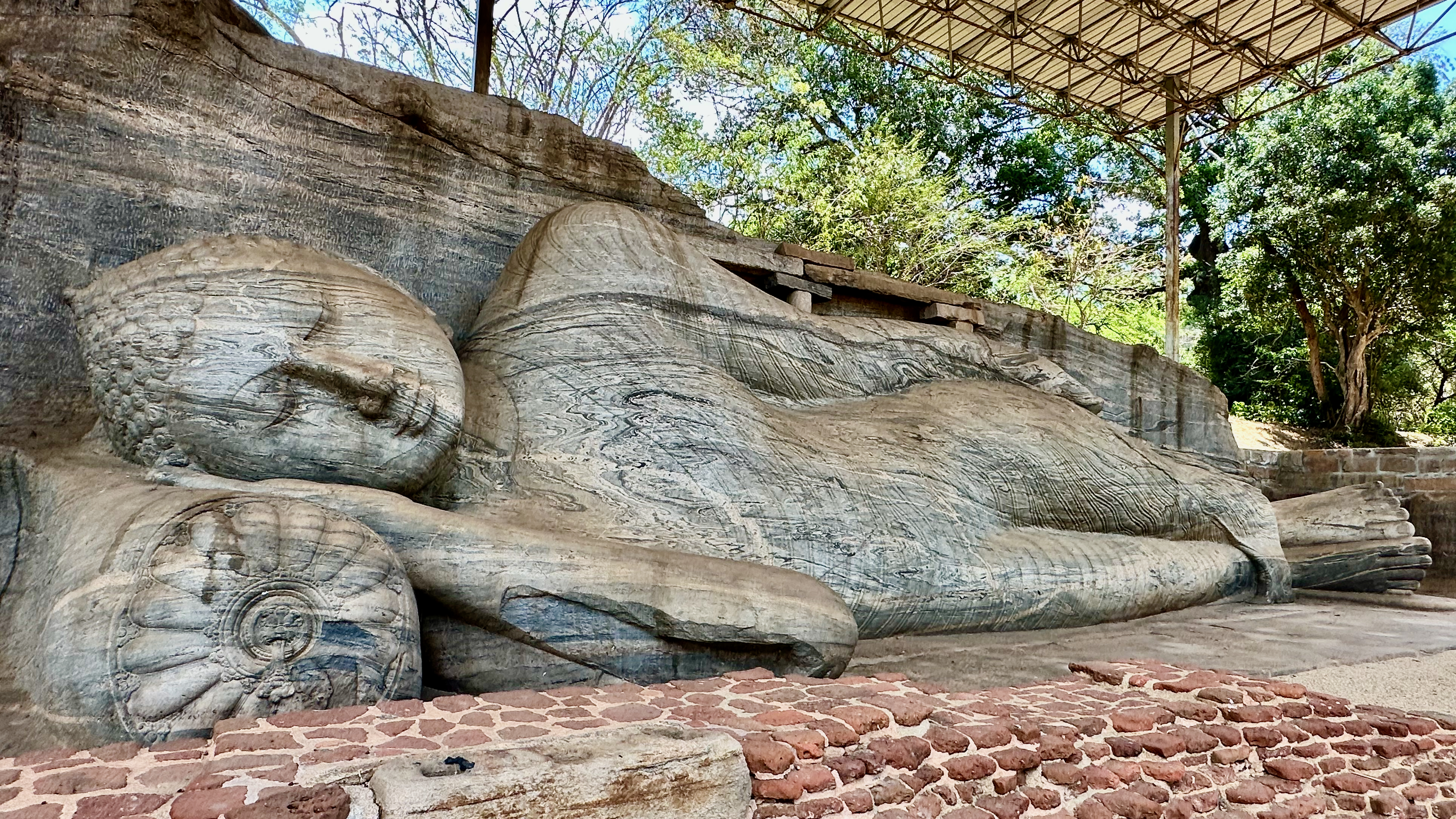
La imatge reclinada, que representa el Paranirvana de Buda, és la més gran de Gal Vihara

Amb 14,12 m de llargada, la imatge jacent és l'estàtua la més gran de Gal Vihara, i també una de les escultures més grans del sud-est asiàtic. Representa el parinirvana del Buda, que està estirat sobre el costat dret amb el braç dret sostenint el cap sobre un coixí, mentre que el braç esquerre reposa al llarg del cos i la cuixa. Al palmell de la mà dreta i a les plantes dels peus hi ha una única flor de lotus esculpida. Charles Godakumbure, un antic comissari del Departament d'Arqueologia de Sri Lanka, va afirmar que el suport sobre el qual el Buda recolza el cap ha estat tan ben tallat que sembla un coixí farcit de cotó en lloc d'un tallat a la roca. El peu superior —el peu esquerre de la imatge— està lleugerament retirat per indicar que la imatge representa que el Buda ha assolit el parinirvana i no només està estirat. A diferència de les altres imatges, la imatge reclinada no té un pedestal decorat i reposa sobre roca nua i aplanada. A la paret darrere de la imatge, s'han esculpit diverses encaixades a la roca, així com els restes de dues columnes de pedra, la qual cosa suggereix que la seva casa d'imatges, ara desapareguda, tenia un sostre de fusta.